# Иления Каризи
Иления Мария Соле Каризи (Ylenia Maria Sole Carrisi) е най-голямата дъщеря на известните италиански певци Ромина Пауър и Ал Бано Каризи. Самата тя е поетеса, художничка и пътешественица. Като студентка решава да си вземе известно време ваканция, продава всичките си вещи и с парите предприема околосветско пътешествие само с раница на гърба. Най-напред посещава Латинска Америка.
След като се завръща в САЩ в началото на януари 1994 година, изчезва при загадъчни условия в Ню Орлиънс, Луизиана. Продължава да се води изчезнала, защото тялото ѝ не е намерено. Съществува вероятност да се е хвърлила в река Мисисипи.